# Polisindeton
Polisindeton (grč. poly = mnogo, syndetos = povezan) stilska je figura koja nastaje nizanjem veznika bez gramatičke potrebe. Suprotnost polisindetonu jest asindeton. Hrvatska kovanica Bogoslava Šuleka za polisindeton je mnogovezje.

## Primjeri
- Dobriša Cesarić, "Balada iz predgrađa"

I nema ga sutra, ni preksutra ne,

I vele da bolestan leži,

I nema ga mjesec, i nema ga dva,

I zima je već,

I sniježi...
- Tin Ujević, "Svakidašnja jadikovka"

I kosti su mu umorne,

i duša mu je žalosna,

i on je sam i zapušten.

I nema sestre ni brata,

i nema oca ni majke,

i nema drage ni druga.

- Josip Pupačić,  "More"

i  gledam more i gledam more zlato

i  gledam more gdje se k meni penje

i  dobrojutro kažem more zlato

i  dobrojutro more more kaže

i  zagrli me more oko vrata

i  more i ja i ja s morem zlatom

sjedimo skupa na žalu vrh brijega

i  smijemo se i smijemo se moru

- Biblija, "Knjiga Postanka"

I reče Bog: "Neka bude svjetlost!" I bi svjetlost. I vidje Bog da je svjetlost dobra; i rastavi Bog svjetlost od tame.
- Ivo Andrić, "Na Drini ćuprija"

Čovjek je na njoj kao na čarobnoj ljuljačci: i zemlju prelazi, i vodom plovi, i prostorom leti, i opet je čvrsto i sigurno vezan za kasabu i svoju bijelu kuću